# Карр, Билл
Билл Карр (англ. William Arthur «Bill» Carr; 24 октября 1909, Пайн-Блафф, Арканзас — 14 января 1966, Токио) — американский легкоатлет (бег на короткие дистанции, прыжок в длину), чемпион летних Олимпийских игр 1932 года в Лос-Анджелесе, рекордсмен мира.

## Биография
Он получил образование в Академии Мерсерсбург, где его тренировал Джимми Карран, и в Университете Пенсильвании, где его наставником был Лоусон Робертсон.
Любимыми видами Карра были бег на 440 ярдов (или 400 метров), 880 ярдов и прыжки в длину, но он ни разу не выигрывал крупных соревнований до 1932 года. На чемпионате IC4A 1932 года он побил мировой рекорд Бена Истмана в беге на 440 ярдов. Через несколько недель отборочных соревнованиях к Олимпиаде 1932 года он снова побил мировой рекорд на этой дистанции.
На Олимпиаде в финальном забеге на 400 метров Истман лидировал большую часть дистанции, но менее чем за 100 метров до финиша Карр обошёл его, показав результат 46,2 секунды, что стало новым мировым рекордом, а Истман стал серебряным призёром. Бронзовую медаль завоевал канадец Александр Уилсон.
Карр выиграл ещё одну золотую медаль в составе американской команды в эстафете 4×400 метров. Он заменил Арнольда Адамса, который снялся с соревнований из-за травмы. Хотя Истмана в команде не было, команда США легко победила, установив новый мировой рекорд (3:08,2 с).
17 марта 1933 года спортивная карьера Карра оборвалась из-за автомобильной аварии. Он сломал лодыжки и таз и больше никогда не участвовал в соревнованиях. Во время Второй мировой войны Карр служил морским офицером на Тихом океане. После войны с супругой переехал в Японию, где работал в нескольких страховых компаниях. Карр умер 14 января 1966 года в Токио от сердечной недостаточности.

## Память
В 1964 году он был введен в Зал славы Арканзаса. В честь Билла Карра названа мемориальная комната в публичной библиотеке Пайн-Блафф в центральном Арканзасе. В 2008 году он был занесён в Зал славы лёгкой атлетики США. В его честь были воздвигнуты статуи в подготовительной школе Мерсерсбурга и на стадионе Университета Пенсильвании.